# Vincent Riga
 (janvier 2018).
Pour les articles homonymes, voir Riga (homonymie).
Vincent Riga, né le 28 septembre 1978 à Bruxelles est un homme politique belge bruxellois, membre de l'Open VLD.
Après avoir été membre du CD&V pendant plusieurs années, il décide de rejoindre l'Open VLD en 2017, ce qui correspond plus à son profil d'entrepreneur.

## Fonctions politiques
- 2015 - 2016 : Échevin chargé des Travaux publics, des Parcs et plantations, de la Propreté, de la Mobilité et de l'Emploi à Berchem-Sainte-Agathe[2]
- 2012 - 2015 : Échevin chargé de l'Urbanisme, de la Mobilité, de l'Environnement et des Personnes handicapées à Berchem-Sainte-Agathe
- 2014 : Député au Parlement bruxellois en remplacement de Brigitte Grouwels (ministre, empêchée)[3]
- 2010 - 2014 : Conseiller au Cabinet de la Ministre Brigitte Grouwels à la Commission communautaire commune (COCOM)
- 2006 - 2012 : Échevin chargé des Nouvelles énergies, de l'Emploi, de la Santé et des Personnes handicapées à Berchem-Sainte-Agathe

## Expérience professionnelle
- 2015 - 2017 : Conseiller du Président de la SA Pairi Daiza
- 2010 : Consultant indépendant en construction et gestion de maisons de repos
- 2007 - 2010 : Directeur technique et Manager opérationnel au sein de la SA Senior Living Group
- 2001 - 2007 : Ingénieur civil au sein de la SA Centre de Psychogériatrie et la Fondation pour la Psychogériatrie

## Parcours académique
- 2004 : Master en Management des institutions de soins de santé à la KULeuven
- 2002 : Master en conseiller en prévention et sécurité de chantier à la VUB
- 1996 - 2001 : Ingénieur civil en électro-mécanique à la VUB
- 1991 - 1996 : Humanités au Collège Saint-Jean-Berchmans (Bruxelles)

## Dossier judiciaire
En juin 2024, il "est soupçonné d’être impliqué dans des dépenses douteuses de moyens financiers provenant de la Commission communautaire flamande de Bruxelles".
Le Parquet de Bruxelles aurait ouvert une enquête à la suite d'une plainte déposée en mars 2024. Il serait question de « l'achat d’une BMW de luxe, de dizaines de milliers d’euros de notes de restaurant, et d’achats de timbres postaux particulièrement élevés ».